# Juan García Oliver
Juan García Oliver (Reus, 20 gennaio 1902 – Guadalajara, 13 luglio 1980) è stato un rivoluzionario e anarchico spagnolo, anarco-sindacalista e figura di spicco dell'anarchismo spagnolo.

## Biografia
Durante lo sciopero generale del 1917, García Oliver arrivò a Barcellona e fu coinvolto in attività sindacali; assieme a Buenaventura Durruti e Francisco Ascaso, fondò "Los Solidarios", un gruppo anarchico responsabile per vari assassinii, incluso un attentato alla vita del Re Alfonso XIII. Nel 1920 si unì alla Confederación Nacional del Trabajo (CNT), forte sindacato anarchico. 
Fu uno dei più accesi oppositori della corrente sindacalista moderata guidata da Ángel Pestaña (quest'ultimo era scettico nei confronti delle strategie della Federación Anarquista Ibérica, gruppo interno alla CNT). Pestaña guidò i suoi seguaci fuori dalla CNT nel 1932, con lo scopo di creare il Partito Sindacalista; García Oliver rimase virtualmente senza opposizione come sostenitore delle tattiche paramilitari, per le quali aveva optato dal tempo della dittatura di Miguel Primo de Rivera.
In gioventù, oltre a passare molto tempo in prigione, fu cameriere, diventando maitre d'hotel all'hotel Ritz.
García Oliver divenne inoltre il leader della FAI.
In seguito alla sconfitta del Colpo di Stato spagnolo del luglio 1936 a Barcellona, si mostrò molto ottimista rispetto al destino dell'anarchismo nella città, in virtù del ruolo avuto dalla CNT-FAI nella sua difesa dal golpe; nell'agosto 1936, pochi mesi dopo l'inizio della guerra civile spagnola, ad un Plenum del Movimiento Libertario (formato da CNT-FAI-FIJL) della Catalogna, si schierò contro chi sosteneva l'ingresso nella Generalitat de Catalunya, governo repubblicano semi-autonomo della regione, spingendo invece per una "dittatura anarchica" sugli altri partiti e sindacati. Tuttavia, quando la CNT, seppur riluttante, decise di entrare a far parte del governo del Fronte Popolare, García Oliver divenne, unico anarchico nella storia, Ministro della Giustizia nel gabinetto di Francisco Largo Caballero (1936-1937), in carica dal settembre 1936 al maggio 1937. Durante le giornate di maggio  del 1937 a Barcellona, García Oliver chiese ai lavoratori di abbandonare le armi, chiedendo un cessate il fuoco. Alcuni lo considerano un traditore degli anarchici spagnoli per la sua volontà di compromesso con il governo, altri vedono le sue concessioni come comprensibili, tenuto conto del bisogno di sconfiggere Francisco Franco. 
"L'idolo della Barcellona proletaria" secondo quanto disse Carlo Rosselli, era, stando alla descrizione di Michail Koltsov, giornalista della "Pravda", un uomo "di colorito olivastro, bello, con una cicatrice sul viso, fotogenico, cupo", nonché "un oratore esperto, ardente, abile". È ritenuto l'ideatore della bandiera rosso-nera degli anarco-sindacalisti.
Lasciò il governo più tardi lo stesso mese, ma rimase attivo in Barcellona fino alla caduta della Catalogna nel 1939, rifugiandosi dapprima in Francia, quindi in Svezia e finalmente in Messico, dove rimase fino alla sua morte, lavorando anche come rappresentante di coloranti per tessuti, e dove oggi è sepolto.
Lo scrittore italiano Fulvio Abbate ha dedicato alla sua storia un racconto-reportage, https://books.google.com/books?id=I-D4R5OrzsgC, pubblicato nel 2004 da Baldini Castoldi Dalai.